# Reginald Golledge
Reginald George Golledge (* 6. Dezember 1937 in Dungog, New South Wales; † 29. Mai 2009 in Goleta, Kalifornien) war ein australisch-US-amerikanischer Geograph, der sich insbesondere mit dem Zusammenhang von räumlichem Verhalten und der städtischen gebauten Umwelt beschäftigte. Nachdem er 1984 erblindet war, lag sein Forschungsschwerpunkt dabei auf der räumlichen Orientierung sehbehinderter Menschen.

## Leben
Golledge, Sohn eines Bahnarbeiters, wuchs in verschiedenen kleineren Orten in New South Wales auf. Er studierte Geographie an der University of New England und war dort Kapitän der Rugby-Union-Mannschaft. Anschließend lehrte er für zwei Jahre an der University of Canterbury in Neuseeland, wo er u. a. Leslie J. King und William A. V. Clark kennenlernte. Alle drei gingen bald darauf nach Nordamerika und wurden bedeutende Protagonisten der sog. „Quantitativen Revolution“ der Geographie.
Im Sommer 1963 folgte Golledge seinem Kollegen Harold H. McCarty, der Gastwissenschaftler an der University of Canterbury gewesen war, an die University of Iowa in den Vereinigten Staaten. Nach Abschluss der Promotion lehrte er für ein Jahr an der University of British Columbia, bevor er an die Ohio State University wechselte, wo Golledge ab 1971 Full Professor war. Von David Simonett angeworben, ging er 1977 an die University of California, Santa Barbara. Abgesehen von Gastprofessuren, verbrachte Golledge dort den Rest seiner Karriere. 1984 verlor er aufgrund einer ischämischen Optikusneuropathie seine Sehfähigkeit fast völlig. Von 1999 bis 2000 war Golledge Präsident der Association of American Geographers. Er starb 2009 im Alter von 71 Jahren und hinterließ seine zweite Frau Allison sowie vier Kinder.

## Werk
Golledge gehörte zu den wichtigsten Vertretern kognitiv-verhaltenswissenschaftlicher Ansätze in der Geographie und arbeitete u. a. mit Wahrnehmungs- und Umweltpsychologen zusammen. Nach seiner Erblindung forschte er mit den Psychologen Jack M. Loomis und Roberta L. Klatzky an der Entwicklung eines satellitengestützten Navigationssystems für Sehbehinderte. Er galt als wohl bedeutendster australischer Geograph der Nachkriegszeit.

## Auszeichnungen und Ehrungen
- Guggenheim-Stipendium (1987)
- Fellow der American Association for the Advancement of Science (1990)
- Ehrendoktorwürde der Simon Fraser University (LL.D., 2001)
- Ehrendoktorwürde der Universität Göteborg (Ph.D., 2001)
- Fellow der American Academy of Arts and Sciences (2005)
- Fellow der Regional Science Association International (2009)

## Schriften (Auswahl)

### Monographien
- Reginald G. Golledge und Robert J. Stimson: Analytical Behavioural Geography. Croom Helm, London u. a. 1987, ISBN 0-7099-3844-6.
- Reginald G. Golledge und Robert J. Stimson: Spatial Behavior: A Geographic Perspective. Guilford Press, New York u. a. 1997, ISBN 1-57230-049-3.

### Sammelwerke
- Gary T. Moore und Reginald G. Golledge (Hrsg.): Environmental Knowing: Theories, Research and Methods (= Community Development Series. Band 23). Dowden, Hutchinson Ross, Stroudsburg 1976, ISBN 0-87933-060-0.
- Kevin R. Cox und Reginald G. Golledge (Hrsg.): Behavioral Problems in Geography Revisited. Methuen, New York u. a. 1981, ISBN 0-416-72430-2.
- Reginald G. Golledge (Hrsg.): Wayfinding Behavior: Cognitive Mapping and Other Spatial Processes. Johns Hopkins University Press, Baltimore u. a. 1999, ISBN 0-8018-5993-X.

### Aufsätze
- Reginald G. Golledge: Learning About Urban Environments. In: Tommy Carlstein, Don Parkes und Nigel Thrift (Hrsg.): Making Sense of Time (= Timing Space and Spacing Time. Band 1). Wiley, New York 1978, ISBN 0-470-26511-6, S. 76–98.
- Helen Couclelis, Reginald G. Golledge, Nathan Gale und Waldo Tobler: Exploring the Anchor-Point Hypothesis of Spatial Cognition. In: Journal of Environmental Psychology. Band 7, Nr. 2, 1987, S. 99–122, doi:10.1016/S0272-4944(87)80020-8.
- Jack M. Loomis, James R. Marston, Reginald G. Golledge und Roberta L. Klatzky: Personal Guidance System for People with Visual Impairment: A Comparison of Spatial Displays for Route Guidance. In: Journal of Visual Impairment & Blindness. Band 99, Nr. 4, 2005, S. 219–232, PMC 2801896 (freier Volltext).